# Хайнрих II (Бавария)
Вижте пояснителната страница за други личности с името Хайнрих II.
Хайнрих II (на немски: Heinrich II. der Zänker; * 951; † 28 август 995, манастир Гандерсхайм) от род Лиудолфинги (Саксонска династия), е от 955 до 976 и отново от 985 до 995 херцог на Бавария и от 989 до 995 г. херцог на Каринтия и маркграф на Верона.

## Живот
Син е на херцог Хайнрих I от Бавария и Юдит Баварска и племенник на римско-немския император Ото I Велики.
Под регентството на майка му Юдит, четиригодишният Хайнрих наследява баща си като херцог на Бавария. През лятото на 972 г. се жени за Гизела Бургундска, дъщеря на Конрад III (крал на Бургундия).
Хайнрих II отделя Карантания през 976 г. от Бавария и я прави херцогство.
Умира на 44-годишна възраст. Погребан е в Бад Гандерсхайм.

## Деца
- Хайнрих II (* 973; † 1024), император
- Бруно († 1029), епископ на Аугсбург
- Гизела Баварска (* 984 или 985; † 7 май 1060), омъжена от 995 г. за Стефан I, крал на Унгария